# 陳明楓
陳明楓（1923年9月14日—2000年8月20日），筆名：陳楓。為印度尼西亞語語言學家和印/漢語辭典奠基人、辭典學家、翻譯家、社會活動家。

## 生平
1923年9月14日，出生於印度尼西亞雅加達，後全家移居蘇門答臘棉蘭，畢業於雅加達著名華校八帝貫中華學校(簡稱八華)。1946年回到棉蘭，1947年加入由王任叔、胡愈之等所創辦的印度尼西亞棉蘭《前進周刊》和華文/印尼文報章《民主日報》工作。同年加入中國民主同盟，並擔任蘇門答臘支部領導成員之一。1948年接替邵宗漢擔任《民主日報》總編輯。1954年起，與夫人黃金鳳(筆名：黃鳳)聯手編輯《印度尼西亞語漢語辭典》，該書於1963年6月由北京商務印書館出版發行。1977年起，為北京大學東方語言文學系，印度尼西亞語言文學教研室之《新印度尼西亞語漢語辭典》編輯。2000年8月20日在澳門逝世。

## 學術領域
- 印度尼西亞語语言研究，為中國首部印度尼西亞語辭典《印度尼西亞語漢語辭典 Kamus Bahasa Indonesia-Tionghoa》之編著者。

### 學術著作
- 《印度尼西亞語漢語辭典 Kamus Bahasa Indonesia-Tionghoa》1963.6-北京商務印書館出版 統一書號：9017.119
- 《新印度尼西亞語漢語辭典 Kamus Baru Bahasa Indonesia-Tionghoa》1989.11-北京商務印書館出版 ISBN 7-100-00803-4